# Barcelonne-du-Gers
Barcelonne-du-Gers là một xã thuộc tỉnh Gers trong vùng Occitanie tây nam nước Pháp. Xã này có độ cao 76-161 mét trên mực nước biển.